# انتخابات مقدونيا الشمالية الرئاسية 2019
انتخابات مقدونيا الشمالية الرئاسية 2019 هي انتخابات رئاسية جرت في أبريل 2019، في مقدونيا الشمالية، لانتخاب رئيس مقدونيا الشمالية، وقد فاز بالانتخابات ستيفو بنداروفسكي.

## المرشحين
| المرشح                       | الحزب | عدد الأصوات | عدد المقاعد |
| ---------------------------- | ----- | ----------- | ----------- |
| ستيفو بنداروفسكي             |       |             |             |
| Gordana Siljanovska-Davkova ‏ |       |             |             |